# Dorothy E. Smith
Dorothy Edith Smith (Northallerton, Reino Unido, 6 de julio de 1926 - Vancouver, Canadá, 3 de junio de 2022) fue una socióloga canadiense, conocida por su desarrollo de un método llamado la Organización Sociológica del Conocimiento (SOK, por sus siglas en inglés), la teoría feminista del "punto de vista" y la etnografia institucional.

## Biografía
Smith nació en Northallerton (Yorkshire, Inglaterra). Sus padres fueron Dorothy F. Place y Tom Place, quienes tuvieron otros tres hijos, entre los que se encuentran Ullin Place (uno de los principales desarrolladores de la teoría de la identidad mente-cerebro) y el poeta Milner Place.
En 1955 estudió sociología con especialización en Antropología Social en la Escuela de Economía de Londres, donde conoció a su futuro esposo, William Reid Smith, con quien se mudó a los Estados Unidos. En 1963 hizo el doctorado en la Universidad de California, Berkeley. Fue profesora de esta misma universidad de 1964 a 1966. Por esta época se divorció de Reid y en 1967 se mudó con sus dos hijos para Vancouver, British Columbia para dar clases en la Universidad de British Columbia, donde ayudó a establecer el Programa de Estudios sobre la Mujer. En 1977 se cambió para Toronto (Ontario) para trabajar en el Instituto de Estudios para la Educación de la Universidad de Toronto, donde se quedó hasta que se jubiló. En 1994, se convirtió en profesora adjunta de la Universidad de Victoria, donde continuó su trabajo sobre etnografia institucional.

## Teoría del "punto de vista"
Durante su tiempo como estudiante de doctorado Smith desarrolló su noción sobre el "punto de vista", derivadas en parte de la experiencia personal de enfrentar "dos subjetividades, la de la casa y la de la universidad", dos mundos que no se mezclaban. En reconocimiento de su propio punto de vista, Smith percibió el hecho de que, en la sociología, faltaba esta noción. En ese sentido, los métodos y las teorías de la sociología habían sido formados y construidos en un mundo social dominado por hombres, sin llevar en cuenta el mundo de la reproducción sexual, de los niños y de los asuntos domésticos.